# ゲート・クラッシャーズ
ゲート・クラッシャーズはアメリカ合衆国のプロレス団体であるWWEに登場していたタッグチームである。メンバーはヴァンス・アーチャー（現・新日本プロレス所属のランス・アーチャー）とカート・ホーキンス。

## 経歴
一時期FCWで調整していたヴァンス・アーチャーとカート・ホーキンスがWWEに再昇格した際に結成したタッグチーム。2010年5月13日のWWE・スーパースターズに登場し、ジョバー2人に圧勝。試合後にホーキンスが「俺を忘れちまったのか？タッグチーム王座経験者であり、将来メインイベントを張るこの俺をよ！そして俺の相棒はだれにも止められない男、ヴァンス・アーチャーだ。俺たちはスマックダウンと30日間の契約を結んだ。課題はたった一つ、『衝撃を与えること』だ！」とマイクアピールし、タッグ結成を表明した。
その後クリスチャン、MVPとスマックダウンで抗争するも、決着があやふやなまま抗争終了、それ以降はスーパースターズを主戦場として行動するが、デュード・バスターズとの抗争でアーチャーが2戦連続でピンフォールを取られて1勝2敗と負け越し、さらにビッグ・ショーとのハンディキャップマッチでホーキンスがアーチャーを見捨ててリング外へ逃走するなど徐々に不協和音が生じ始める。そして、10月7日のスーパースターズにおいてアーチャーがクリス・マスターズ戦に出場した際、リング下に付き添っていたホーキンスにアーチャーが誤ってクローズラインを誤爆。激怒したホーキンスはアーチャーを妨害、そこからマスターズにマスターロックを決められてアーチャーは敗戦。試合後、身動きが取れないアーチャーにホーキンスは暴行を加えタッグを解消した。

## その後
タッグ解消後、両者はシングルプレイヤーに転向するも、清算試合が組まれることはないままアーチャーは2010年11月19日付で解雇された。
およそ1年後の2011年9月8日のスーパースターズでホーキンスはタイラー・レックスとタッグを組んで登場したが、その試合以後ゲート・クラッシャーズ時代のリングコスチュームを着用している。

## 入場曲
- Black Fury